# الشريف أحمد عمر
الشريف أحمد عمر بدر (? - 2020)، هو سياسي سوداني،ولد عام 1950 في قرية التي ولاية الجزيرة خريج جامعة الخرطوم كلية اقتصاد وادارة اعمال تقلد عدة مناصب منذ سيطرة عمر البشير على الحكم في السودان، من بينها منصبه حاكماً على ولاية الجزيرة وولاية القضارف،وولاية الشمالية، ووزيراً للاستثمار، ورئيساً لمجلس إدارة شركة الخطوط الجوية السودانية.ورئيس مجلس ادارة مشروع الجزيرة
وكانت السلطات قد ألقت القبض على رئيس مجلس الإدارة لمؤسسة سودانير سابقًا، الشريف أحمد عمر بدر، في نوفمبر 2019، على خلفية بيع خط «هيثرو» الناقل الوطني سودانير”، وتفكيك مشروع الجزيرة.

## وفاته
توفي يوم الخميس 14 مايو 2020 وذلك نتيجة إصابته بفيروس كورونا الجديد حسب السلطات السودانية وهذا بعد شكاوي عدة من أسرة المرحوم بالإعتقال التعسفي لمدة النصف العام من دون أن تكون هنالك تحريات معه لمدة 4 أشهر. وأبلغت السلطات أسرة بدر فجر يوم 14 مايو 2020 بوفاته بعد 4 أيام من إصابته بفيروس كورونا.

## وصلات خارجية
- المؤتمر الشعبي ينعي الشريف احمد عمر بدر